# Федеральний конституційний суд Німеччини
Федеральний Конституційний суд Німеччини — орган конституційного нагляду ФРН, наділений повноваженнями для розгляду відповідності законів і судових рішень Основному закону. Осідок Суду розташований у Карлсруе і перебуває під наглядом федеральної поліції.

## Створення
Конституційний суд був передбачений Конституцією 1949 року, а створений 1951. До появи спеціальної будівлі розташовувався в Палаці принца Макса. Цей суд став першим конституційним судом, створеним в післявоєнній Європі. Він виник практично з нуля: жодних процедур перегляду законів судом в Німеччині раніше не було.
Конституційний суд споконвічно співіснує з п'ятьма гілками судів спеціальної юрисдикції, що виникли ще за традиціями німецької правової держави (нім. Rechtstaat). На чолі цих гілок стоять п'ять федеральних верховних судів. На початку 1950-х років інші судові органи були в процесі реформування, і, на відміну від нового Конституційного суду, над ними тяжів вантаж нацистського минулого. Крім того, в обстановці післявоєнних реформ німецького права одним з основних принципів нової системи було визнання верховенства Конституції, і розробники реформи особливо розраховували на Конституційний суд як на головний механізм цього принципу. Відповідно, він був наділений ширшими повноваженнями, ніж його австрійський та італійський аналоги. Так, було передбачено процедуру, за допомогою якої приватні особи можуть подавати конституційну скаргу проти остаточних рішень спеціалізованих судів. З 2002 року головою Конституційного суду Німеччини був Ханс-Юрген Папір. З березня 2010 року ним є Андреас Фоскуле.

## Повноваження
Основний закон Німеччини наділяє суд правом скасовувати закони, прийняті належним демократичним порядком, якщо суд дійде висновку, що вони суперечать Конституції.

## Право подання позову
Заяви мають право подавати органи влади:
- Федеральний президент;
- Бундестаг і Бундесрат або їх частини, — депутати або фракції;
- Федеральний уряд;
- земельні уряди.

Основний закон наділяє правом і окремого громадянина подавати «конституційну скаргу» (нім. Verfassungsbeschwerde), якщо він в результаті дій того чи іншого органу влади зазнає утисків у своїх основних правах. Крім того, будь-який німецький суд зобов'язаний звертатися до Конституційного суду з «конкретним позовом щодо контролю правової норми», якщо він вважає, що деякий закон суперечить конституції.

## Розширення трактування прямої дії Основного закону
За перші десять років своєї діяльності Конституційний суд Німеччини посів місце на вершині нової конституційної системи. Він почав з утвердження своєї структурної незалежності — перш за все відносно виконавчої гілки влади, а потім і верховних судів. Одночасно Суд почав розвивати ідею прямого застосування Основного закону (його положень щодо основних прав – нім. Grundrechte) і впроваджувати цю ідею в інших розділах судової гілки влади. Тут дуже корисним інструментом стала процедура конституційного позову, хоча вона, як і раніше, не мала чітких конституційних підстав. У двох принципово важливих рішеннях, Elfes (1957) і Luth (1958), Суд поширив застосовність конституційних позовів на всі ситуації, які містили конфлікт із загальним правом на «особисту свободу», а також розвинув ідею, згідно з якою основні права створюють об'єктивний правопорядок, організований навколо деяких загальних цінностей і принципів.